# Pump and dump

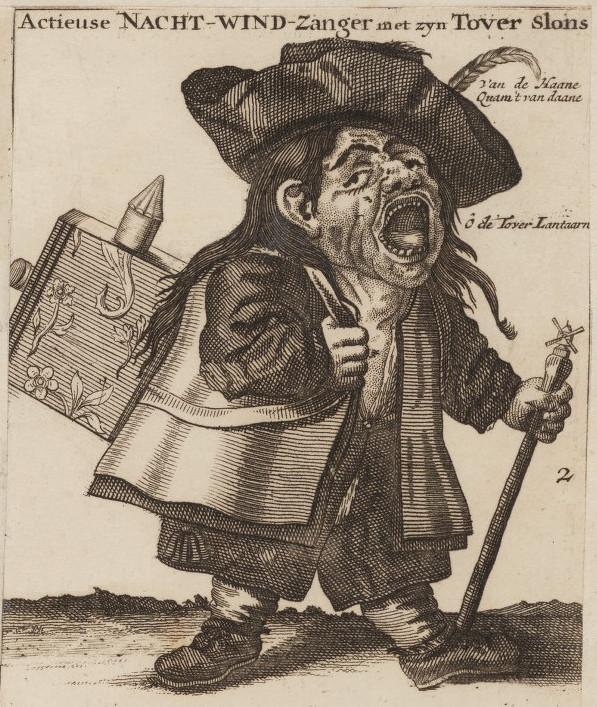
O "cantor noturno de ações" vendeu ações nas ruas durante a bolha da Companhia dos Mares do Sul. Amsterdã, 1720.

Pump and dump (P&D), traduzido literalmente como inflar e largar, é uma forma de fraude de valores mobiliários que envolve inflar artificialmente o preço de uma ação própria por meio de declarações positivas falsas e enganosas, a fim de vender as ações compradas a baixo custo por um preço mais alto. Uma vez que os operadores do esquema "descartam" (vendem) suas ações sobrevalorizadas, o preço cai e os investidores perdem seu dinheiro. Isso é mais comum com criptomoedas de pequeno porte e corporações muito pequenas, ou seja, "microcaps".
Enquanto os fraudadores no passado dependiam de ligações frias, a Internet agora oferece uma maneira mais barata e fácil de alcançar um grande número de investidores em potencial por meio de spam de email, dados inválidos, mídia social e informações falsas.

## Cenários
Esquemas de pump and dump podem ocorrer na Internet usando uma campanha de spam de email, por meio de canais de mídia por meio de um comunicado de imprensa falso ou por meio de telemarketing de corretoras de "boiler rooms" (como o dramatizado no filme Boiler Room de 2000). Frequentemente, o promotor de ações afirma ter informações "privilegiadas" sobre notícias iminentes. Newsletters podem pretender oferecer recomendações imparciais, em seguida, insistir em fazer negócios com uma empresa como um ações em alta, para seu próprio benefício. Os promotores também podem postar mensagens em grupos de bate-papo online ou fóruns da Internet, exortando os leitores a comprar as ações rapidamente.
Se a campanha de um promotor para "inflar" uma ação for bem-sucedida, ela atrairá investidores involuntários a comprar ações da empresa-alvo. O aumento da demanda, preço e volume de negócios das ações podem convencer mais pessoas a acreditar no hype e a comprar ações também. Quando os promotores por trás do esquema vendem (jogam fora) suas ações e param de promovê-las, o preço despenca e outros investidores ficam com uma ação que vale significativamente menos do que pagaram por ela.
Os fraudadores costumam usar esse estratagema com empresas pequenas e pouco negociadas — conhecidas como "penny stocks", geralmente negociadas no mercado de balcão (nos Estados Unidos, isso significaria mercados como o OTC Bulletin Board ou o Pink Sheets), em vez de mercados como a Bolsa de Valores de Nova Iorque (NYSE) ou NASDAQ — porque é mais fácil manipular uma ação quando há pouca ou nenhuma informação independente disponível sobre a empresa.  O mesmo princípio se aplica no Reino Unido, onde as empresas-alvo são geralmente pequenas empresas no AIM ou OFEX. O mesmo princípio se aplica no Reino Unido, onde as empresas-alvo são geralmente pequenas empresas no AIM ou OFEX.
Uma versão mais moderna desse ataque é conhecida como hack, pump and dump. Nessa forma, uma pessoa compra penny stocks e depois usa contas de corretagem comprometidas para comprar grandes quantidades dessas ações. O resultado líquido é um aumento de preço, que geralmente é impulsionado ainda mais pelos day traders que percebem um rápido avanço de uma ação. O acionista original então retira um prêmio. Esquemas de bomba e despejo também permeiam o cripto-mercado, visando especialmente moedas com baixa capitalização de mercado e ilíquidas em corretoras de criptomoedas.

### Exemplos

#### Stratton Oakmont
No início da década de 1990, a corretora de ações Stratton Oakmont inflou artificialmente o preço das ações próprias por meio de declarações positivas falsas e enganosas, a fim de vender as ações compradas a baixo custo por um preço mais alto. O co-fundador da empresa, Jordan Belfort, foi condenado criminalmente por seu papel no esquema. Mais tarde, ele transformou sua história em um livro de memórias, O Lobo de Wall Street, que mais tarde foi adaptado em um filme indicado ao Oscar de mesmo nome.

#### Jonathan Lebed
Durante a era pontocom, quando a febre do mercado de ações estava no auge e muitas pessoas gastavam uma quantidade significativa de tempo em fóruns de mensagens da Internet, um jovem de quinze anos chamado Jonathan Lebed supostamente usou a Internet para operar uma pump and dump de sucesso. Lebed comprou penny stocks e depois as promoveu em painéis de mensagens, apontando para o aumento de preço. Supostamente, quando outros investidores compraram as ações, Lebed vendeu as suas com lucro, deixando os outros investidores com o prejuízo. Ele chamou a atenção da Comissão de Valores Mobiliários dos Estados Unidos (SEC), que entrou com uma ação civil contra ele alegando manipulação de títulos. Lebed liquidou as acusações pagando uma fração de seus ganhos totais. Ele não admitiu nem negou irregularidades, mas prometeu não manipular títulos no futuro.

#### Enron
Ainda em abril de 2001, antes do colapso da empresa, executivos da grande empresa de energia Enron participaram de um elaborado esquema de pump and dump, além de outras práticas ilegais que enganaram até mesmo os analistas mais experientes de Wall Street. Estudos das mensagens anônimas postadas no conselho do Yahoo dedicado à Enron revelaram mensagens preditivas de que a empresa era semelhante a um castelo de cartas e que os investidores deveriam socorrer enquanto as ações estivessem boas. Depois que a Enron informou falsamente os lucros que inflaram o preço das ações, eles cobriram os números reais usando práticas contábeis questionáveis. Vinte e nove executivos da Enron venderam ações sobrevalorizadas por mais de um bilhão de dólares antes que a empresa falisse.

#### Park Financial Group
Park Financial Group, Spear & Jackson Inc. e International Media Solutions, LLC estiveram envolvidos em um pump and dump onde o preço por ação aumentou quatorze dólares e mais de cem mil ações foram negociadas a cada dia, rendendo à Spear & Jackson cerca de três milhões de dólares em lucros. Em 2005, a Spear & Jackson e a International Media Solutions foram multadas em mais de oito milhões de dólares, incluindo dois executivos que pagaram 420 mil dólares de suas contas pessoais. Em 5 de dezembro de 2007, Park e o presidente da empresa foram condenados a pagar mais de 113 mil dólares em multas e penalidades.

#### Langbar International
Iniciado como Crown Corporation, Langbar foi a maior fraude no mercado de investimentos alternativos, parte da Bolsa de Valores de Londres. A empresa chegou a ser avaliada em mais de um bilhão de dólares, com base em supostos depósitos bancários no Brasil que não existiam. Nenhum dos principais conspiradores foi condenado, embora seu paradeiro seja conhecido. Um patsy que fez uma declaração falsa e negligente sobre os bens foi condenado e proibido de ser diretor. Os investidores que perderam até cem milhões de libras processaram um dos fraudadores e recuperaram trinta milhões de libras.

#### Morrie Tobin
Em abril de 2018, Morrie Tobin e outros, usando contas no exterior, ganharam mais de 165 milhões de dólares com um esquema de pump-and-dump. Quando questionado por agentes federais, Tobin disse aos agentes que estava envolvido em outro esquema envolvendo um treinador de futebol da Universidade Yale, que por sua vez levou ao escândalo de suborno de admissões em faculdades em 2019. Em fevereiro de 2019, Tobin se declarou culpado de conspiração e fraude de títulos. Em 7 de junho de 2019, um juiz federal atingiu Tobin com um confisco de quatro milhões de dólares.